# District de Saint-Maurice
Le district de Saint-Maurice, dont Saint-Maurice est le chef-lieu, est un des treize districts du canton du Valais en Suisse.

## Liste des communes
Voici la liste des communes composant le district avec, pour chacune, sa population.

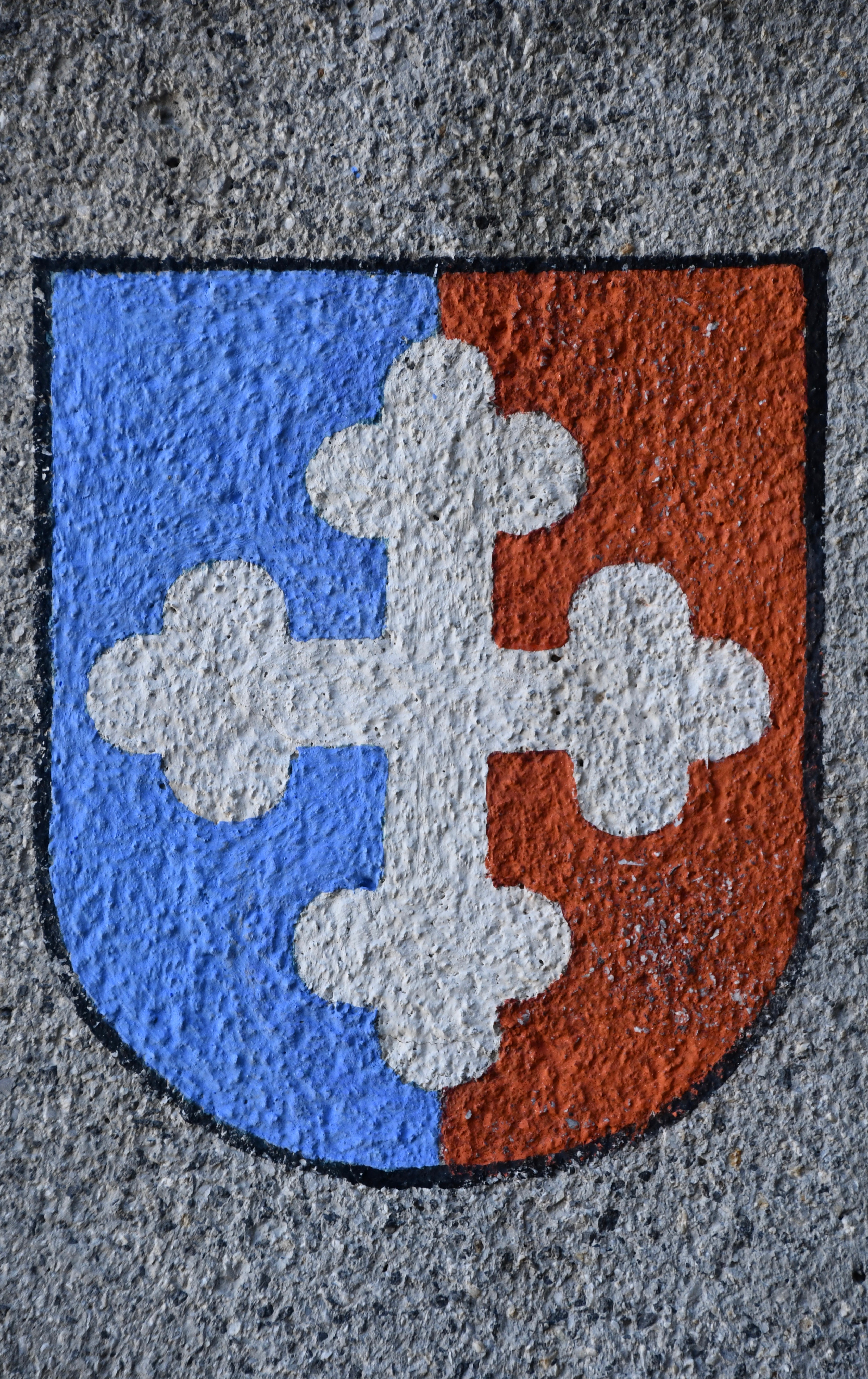
Peinture du drapeau du district.

| Nom           | N° OFS | Population (décembre 2022) |
| ------------- | ------ | -------------------------- |
| Collonges     | 6211   | +000843,                   |
| Dorénaz       | 6212   | +001 086,                  |
| Evionnaz      | 6213   | +001 416,                  |
| Finhaut       | 6214   | +000363,                   |
| Massongex     | 6215   | +001 984,                  |
| Saint-Maurice | 6217   | +004 540,                  |
| Salvan        | 6218   | +001 469,                  |
| Vernayaz      | 6219   | +001 812,                  |
| Vérossaz      | 6220   | +000866,                   |
| Total         | Total  | +014 379,                  |